# Haudonville
Haudonville é uma comuna francesa na região administrativa de Grande Leste, no departamento de Meurthe-et-Moselle. Estende-se por uma área de 7,46 km². Em 2010 a comuna tinha 93 habitantes (densidade: 12,5 hab./km²).